# آریا (فیلم ۲۰۰۴)
آریا (به تلگو: Arya) فیلمی محصول سال ۲۰۰۴ و به کارگردانی سوکومار است. در این فیلم بازیگرانی همچون آلو آرجون، آنو مهتا، سیوا بالاجی ایفای نقش کرده‌اند.
در سال ۲۰۰۹ دنباله این فیلم آریا ۲ است.